# Snap! (мова програмування)
Snap! (раніше Build Your Own Blocks) — освітня блочна мова програмування, розробником якої є Єнс Меніг, є під впливом мови Scratch. Snap! має дуже подібний інтерфейс до першого покоління Scratch. Основна ідея цієї мови програмування робити невеликі проекти, але мати достатню функціональність, яка навіть перевищує функції Scratch.